# Valley Head
Valley Head est une municipalité américaine située dans le comté de DeKalb en Alabama.
Selon le recensement de 2010, sa population est de 558 habitants. La municipalité s'étend sur 3,47 milles carrés (8,99 km2).

## Démographie
| 1890 | 1930 | 1940 | 1950 | 1960 | 1970 |
| ---- | ---- | ---- | ---- | ---- | ---- |
| 233  | 430  | 439  | 418  | 424  | 470  |

| 1980 | 1990 | 2000 | 2010 | - | - |
| ---- | ---- | ---- | ---- | - | - |
| 609  | 577  | 611  | 558  | - | - |